# Cocoon (film)
Pour les articles homonymes, voir Cocoon.
Série
Cocoon, le retour
(1988)
Pour plus de détails, voir Fiche technique et Distribution.
Cocoon est un film de science-fiction américain réalisé par Ron Howard et sorti en 1985. Écrit par Tom Benedek d'après une histoire de David Saperstein, il raconte l'histoire d'un groupe de personnes âgées dont la santé s'améliore miraculeusement grâce à la présence de mystérieux cocons au fond d'une piscine,.
Le film est tourné à St. Petersburg en Floride, dans des lieux tels que le Shuffleboard Club, la Suncoast Manor Retirement Community, le Coliseum et les immeubles Snell Arcade (en). Le film remporte les Oscars du meilleur acteur dans un second rôle (Don Ameche) et des meilleurs effets visuels.
Il est suivi par Cocoon, le retour, sorti trois ans plus tard, dans laquelle presque tous les acteurs originaux reprennent leurs rôles.

## Synopsis
Jack, propriétaire d'un bateau et dont les finances sont au plus bas, se voit louer son bateau par 4 inconnus pour 27 jours. Ces inconnus sont en fait des « antariens » venus de la planète Antarès mais ayant pris forme humaine. Ils sont revenus sur terre après 10.000 ans pour récupérer 20 autres antariens se trouvant dans des « cocons » au fond de l'océan. En attendant le départ vers leur planète d'origine, ces cocons sont stockés dans la piscine d'une villa louée elle aussi par ces mêmes antariens. Or, 3 pensionnaires d'une maison de retraite voisine avaient pris l'habitude de se baigner dans cette piscine quand cette villa était inoccupée, en y entrant par effraction... L'arrivée de ces nouveaux locataires leur cause des soucis et ces trois personnes âgées décident de continuer à venir dans la piscine en leur absence, jusqu'au jour où ils découvrent ces « cocons » au fond de l'eau. Ils décident de s'y baigner quand même et découvrent que cette piscine a depuis un effet bénéfique sur leur santé vieillissante et retrouvent une « nouvelle jeunesse »... Joe, un de ces vieillards, a une rémission complète du cancer dont il souffre grâce à ces baignades « miraculeuses ».

## Fiche technique
Sauf indication contraire, les informations mentionnées dans cette section peuvent être confirmées par la base de données cinématographiques IMDb,  présente dans la section « Liens externes ».
- Titre original et français : Cocoon
- Réalisation : Ron Howard
- Scénario : Tom Benedek, d'après une histoire de David Saperstein
- Musique : James Horner
- Décors : Jack T. Collis et Jim Duffy
- Costumes : Aggie Guerard Rodgers
- Photographie : Donald Peterman
- Son : Richard S. Church
- Montage : Daniel P. Hanley et Mike Hill
- Production : David Brown, Lili Zanuck et Richard D. Zanuck

Production déléguée : Robert Doudell
- Sociétés de production : Twentieth Century Fox et Zanuck/Brown Productions ; St. Petersburg Clearwater Film Commission (coproduction)
- Sociétés de distribution : Twentieth Century Fox
- Budget : 17,5 millions de dollars[4] (estimation)
- Pays de production :  États-Unis
- Langue originale : anglais
- Format : couleur - 35 mm - 1,85:1 - son Dolby
- Genre : science-fiction et comédie dramatique
- Durée : 117 minutes
- Dates de sortie[5] :
  - États-Unis et Québec[6] : 21 juin 1985
  - France : 27 novembre 1985
- Classification[7] :
  -  États-Unis : PG-13 (Certaines scènes peuvent heurter les enfants de moins de 13 ans - Accord parental recommandé, film déconseillé aux moins de 13 ans)
  -  France CNC : tous publics (visa d'exploitation no 60867 délivré le 2 octobre 1985)[8]

## Distribution
- Don Ameche (VF : Serge Lhorca) : Art Selwyn
- Wilford Brimley (VF : Claude Joseph) : Ben Luckett
- Hume Cronyn (VF : Philippe Dumat) : Joe Finley
- Brian Dennehy (VF : Marc de Georgi) : Walter
- Jack Gilford (VF : Maurice Chevit) : Bernie Lefkowitz
- Steve Guttenberg (VF : Hervé Bellon) : Jack Bonner
- Maureen Stapleton (VF : Jacqueline Cohen) : Mary Luckett
- Jessica Tandy (VF : Monique Mélinand) : Alma Finley
- Gwen Verdon (VF : Nadine Alari) : Bess McCarthy
- Herta Ware (VF : Lita Recio) : Rosie Lefkowitz
- Tahnee Welch (VF : Micky Sébastian) : Kitty
- Barret Oliver : David
- Linda Harrison (VF : Martine Meiraghe) : Susan
- Charles Lampkin (VF : Robert Liensol) : Pops
- Tyrone Power Jr. (VF : Vincent Violette) : Pillsbury
- Mike Nomad : Doc
- James Ritz (VF : Mario Santini) : le contrôleur des permis de conduire
- Clint Howard (VF : Philippe Peythieu) : Rico
- Rance Howard (VF : Jean-Pierre Moulin) : l'inspecteur Spark
- Fred Broderson (VF : Henry Djanik) : Kirk
- Bette Shoor (VF : Martine Messager) : l'agent immobilier
- Russ Wheeler (VF : Marc Cassot) : le médecin de Joe

## Production

### Genèse et développement
Le studio avait contacté Robert Zemeckis pour réaliser Cocoon, mais ce dernier était déjà appelé à la dernière minute par Michael Douglas pour tourner À la poursuite du diamant vert. Les producteurs se sont alors tournés vers Ron Howard.

### Tournage
Le tournage a lieu, du 20 août au 1er novembre 1984, à St. Petersburg et Clearwater en Floride, ainsi qu'à Nassau et l'océan Austral pour les scènes sous la mer dans le New Providence Island en Bahamas.

### Musique
La musique du film est composée et supervisée par James Horner. Elle est sortie deux fois, dont Polydor en 1985 et reprise par P.E.G. en 1997. Gravity est écrite et interprétée par Michael Sembello (4:52), en 1986.
Musiques non mentionnées dans le générique
1. Through the Window (2:54)
2. The Lovemaking (4:21)
3. The Chase (4:27)
4. Rose's Death (2:10)
5. The Boys are Out (2:35)
6. Returning to Sea (4:13)
7. Gravity (4:52)
8. Discovered in the Poolhouse (2:45)
9. First Tears (1:49)
10. Sad Goodbyes (2:22)
11. The Ascension (5:55)
12. Theme from « Cocoon » (6:03)

## Accueil

### Critique
Sur l'agrégateur américain Rotten Tomatoes, le film récolte 78 % d'opinions favorables pour 27 critiques. Sur Metacritic, il obtient une note moyenne de 65⁄100 pour 18 critiques.

### Box-office
Le film termine son exploitation à la sixième place des plus gros succès de l'année aux États-Unis avec 86 millions de dollars de recettes. La suite Cocoon, le retour de Daniel Petrie n'a pas rencontré le succès du film précédent.
| Pays ou région            | Box-office      | Date d'arrêt du box-office | Nombre de semaines | Classement TLT' |
| ------------------------- | --------------- | -------------------------- | ------------------ | --------------- |
| États-Unis (1er week-end) | 7 936 427 $     | du 21 au 23 juin 1985      | -                  | -               |
| États-Unis                | 76 113 124 $    | 14 octobre 1985            | 17                 | 1 056e          |
| Monde                     | 9 200 000 $     | 14 octobre 1985            | 17                 | 4 743e          |
| France                    | 752 614 entrées | -                          | -                  | 4 659e          |
| Paris                     | 215 840 entrées | -                          | -                  | 3 972e          |
| Total mondial             | 85 313 124 $    | 14 octobre 1985            | 17                 | 1 935e          |

## Distinctions
Entre 1985 et 1986, Cocoon est sélectionné dix-neuf fois dans diverses catégories et remporte sept récompenses.

### Récompenses
- Mostra de Venise 1985 : Young Venice Award pour Ron Howard
- National Association of Theatre Owners 1985 :
  - ShoWest Award du producteur de l'année pour Ron Howard
  - ShoWest Award des producteurs de l'année pour David Brown, Richard D. Zanuck et Lili Fini Zanuck
- Academy of Science Fiction, Fantasy and Horror Films 1986 : Saturn Award de la meilleure réalisation pour Ron Howard
- Oscars 1986 :
  - Meilleur acteur dans un second rôle pour Don Ameche
  - Meilleurs effets visuels pour Ken Ralston, Ralph McQuarrie, David Berry et Scott Farrar de la société Industrial Light & Magic
- Young Artist Awards 1986 : Meilleur drame cinématographique familial

### Nominations
- Festival du cinéma américain de Deauville 1985[18] : Sélection - « Hors compétition »
- Academy of Science Fiction, Fantasy and Horror Films 1986 :
  - Saturn Award du meilleur film de science-fiction
  - Saturn Award du meilleur acteur pour Hume Cronyn
  - Saturn Award de la meilleure actrice pour Jessica Tandy
  - Saturn Award de la meilleure actrice dans un second rôle pour Gwen Verdon
  - Saturn Award du meilleur scénario pour Tom Benedek
  - Saturn Award de la meilleure musique pour James Horner
- Casting Society of America 1986 : Meilleur casting pour un film dramatique pour Penny Perry
- Directors Guild of America 1986 : Meilleure réalisation pour un film pour Ron Howard
- Golden Globes 1986 : Meilleur acteur dans un film musical ou une comédie
- Prix Hugo 1986 : Meilleure présentation dramatique pour Ron Howard (réalisateur), Tom Benedek (scénariste) et David Saperstein (inspiré du roman de)
- Writers Guild of America Awards 1986 : Meilleur scénario original pour Tom Benedek

## Suite
Ce film a pour suite Cocoon, le retour (Cocoon: The Return) de Daniel Petrie, sorti en 1988.